# つくば中央インターチェンジ
つくば中央インターチェンジ（つくばちゅうおうインターチェンジ）は、茨城県つくば市新井にある首都圏中央連絡自動車道（圏央道）のインターチェンジである。
インターチェンジ内に茨城県警察高速道路交通警察隊つくば分駐隊を供設している。

## 歴史
- 2009年（平成21年）12月11日：当ICの名称が「つくばIC（仮称）」から「つくば中央IC」で正式決定[2]。
- 2010年（平成22年）4月24日：つくば中央IC - つくばJCT間開通に伴い、供用開始[3]。
- 2015年（平成27年）5月21日：当ICを拠点とする茨城県警察高速道路交通警察隊つくば分駐隊が発足[4]。
- 2017年（平成29年）2月26日：境古河IC - つくば中央IC間開通[5]。

## 周辺
- 万博記念公園駅（首都圏新都市鉄道・つくばエクスプレス）
- 研究学園駅（首都圏新都市鉄道・つくばエクスプレス）
- つくば駅（首都圏新都市鉄道・つくばエクスプレス）
- つくばセンター（つくば駅前バスターミナル）
- つくば市役所
- 科学万博記念公園
- つくば市立柳橋小学校
- つくば市立谷田部中学校
- つくばエキスポセンター
- 日本自動車研究所
- 果樹研究所
- 国際農林水産業研究センター
- 農業生産資源研究所
- 筑波西部工業団地
- つくばショッピングセンターASSE
- iiasつくば

## 接続する道路
- 直接接続
  - C4首都圏中央連絡自動車道(76番)
  - 茨城県道19号取手つくば線（通称 : サイエンス大通り）

- 間接接続
  - 国道354号
  - 国道354号（谷田部バイパス）（未完成）
  - 茨城県道123号土浦坂東線（通称 : エキスポ大通り）
  - 国道408号（通称 : 牛久学園通り）

## 料金所
- ブース数 : 4

### 入口
- ブース数：2
  - ETC専用（時間帯によってはETC/一般）：1
  - 一般：1

### 出口
- ブース数：2
  - ETC専用（時間帯によってはETC/一般）：1
  - 一般：1

当ICの一般レーンは自動精算機による精算となっている。

## 隣
C4 首都圏中央連絡自動車道
(75)常総IC - (75-1)つくば西SIC - (76)つくば中央IC - (80)つくばJCT - (81)つくば牛久IC